# Valaská
Valaská és un poble i municipi d'Eslovàquia que es troba a la regió de Banská Bystrica.

## Història
La primera menció escrita de la vila es remunta al 1470.

## Demografia
| Godina             | 1994 | 2004   | 2014   | 2024    |
| ------------------ | ---- | ------ | ------ | ------- |
| Nombre de persones | 3867 | 3908   | 3826   | 3336    |
| Diferència         |      | +1,06% | −2,09% | −12,80% |

| Godina             | 2023 | 2024   |
| ------------------ | ---- | ------ |
| Nombre de persones | 3340 | 3336   |
| Diferència         |      | −0,11% |

## Ciutats agermanades
- Chlumec nad Cidlinou, República Txeca